# Rue Madeleine-Rebérioux
La rue Madeleine-Rebérioux se situe dans le 18e arrondissement de Paris, près de la rue des Poissonniers.

## Origine du nom

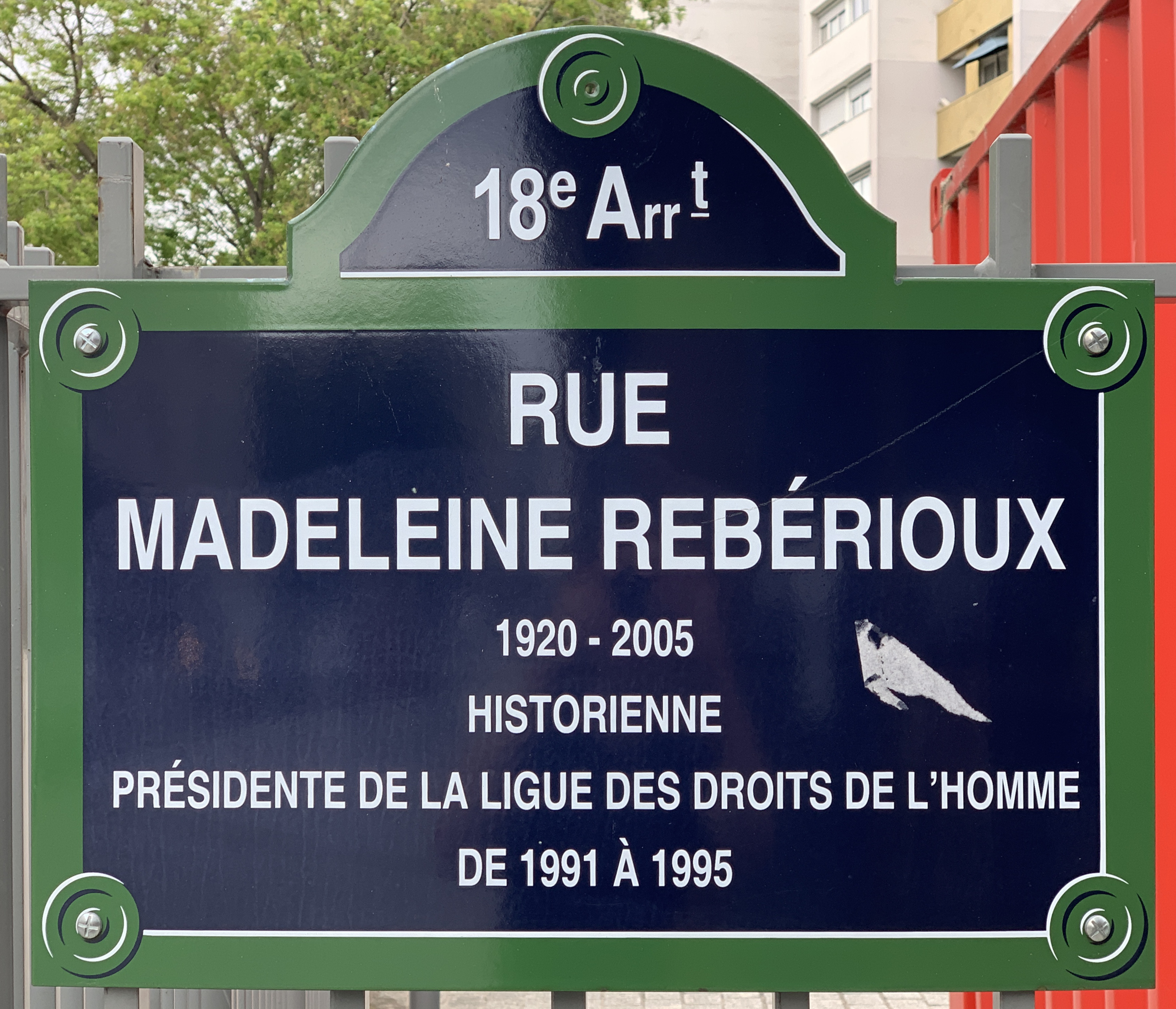
Plaque de la rue.

Elle porte le nom de Madeleine Rebérioux (1920-2005), historienne française spécialiste de la IIIe République et première femme à présider la Ligue des droits de l'homme, de 1991 à 1995.

## Historique
La rue est créée en 2013 sous l'appellation provisoire « CL/18 ». Le 10 février 2014, la mairie de Paris la dénomme « rue Madeleine-Rebérioux ».